# Олег, Рафаэль
Рафаэль Олег (фр. Raphaël Oleg; род. 8 сентября 1959, Париж) — французский скрипач, альтист и дирижёр.
Родился в семье композитора Александра Олега. Начал играть в возрасте семи лет у Элен Арниц, в 12 лет поступил в Парижскую консерваторию в класс Жерара Жари. Брал уроки камерной музыки у Мориса Крута. Совершенствовал свой навык у скрипача-виртуоза Генрика Шеринга в Женеве. В 1986 году выиграл I премию на Международном конкурсе имени Чайковского.